# Yngvar Bryn
Pour les articles homonymes, voir Bryn.
Yngvar Bryn, né le 17 décembre 1881 à Kristiansand et mort le 30 avril 1947 à Oslo, est un athlète et patineur artistique norvégien.

## Biographie

### Carrière sportive
Yngvar Bryn termine deuxième des Championnats de Norvège d'athlétisme 1899 sur 100 mètres et 500 mètres. Il décroche le titre national sur 500 mètres en 1900, et est sélectionné pour disputer les Jeux olympiques de 1900 à Paris ; il est éliminé au premier tour sur 200 mètres et 400 mètres. Un nouveau titre national sur 500 mètres est remporté en 1902 ; cette année-là il termine aussi deuxième en saut à la perche. Il est le président de la Fédération norvégienne d'athlétisme de 1908 à 1911.
Yngvar Bryn se marie en 1912 avec Alexia Schøien avec laquelle il dispute des compétitions de patinage artistique. Le duo remporte une médaille d'argent aux Jeux olympiques de 1920 à Anvers et obtient deux médailles aux Championnats du monde de patinage artistique (une en argent en 1923 et une en bronze en 1912). Le couple est aussi sacré à 11 reprises champion de Norvège de patinage artistique, de 1908 à 1913 et de 1919 à 1922.

### Reconversion
Il est aussi président de la Fédération norvégienne de patinage de 1926 à 1927.

## Palmarès
| Compétition | 1908 | 1909 | 1910 | 1911 | 1912 | 1913 | 1914 | 1915 | 1916 | 1917 | 1918 | 1919 | 1920 | 1921 | 1922 | 1923 |
| Jeux olympiques d'hiver |      |      |      |      | X    |      |      |      | JA   |      |      |      | 2e   |      |      |      |
| Championnats du monde |      | 5e   |      |      | 3e   | 4e   | 5e   | CA   | CA   | CA   | CA   | CA   | CA   | CA   | 5e   | 2e   |
| Championnats de Norvège | 1er  | 1er  | 1er  | 1er  | 1er  | 1er  | F    | F    | F    | F    | F    | 1er  | 1er  | 1er  | 1er  | F    |
| Légende : F = Forfait ; X = Pas de patinage artistique aux Jeux olympiques d'été de 1912 ; JA = Jeux olympiques d'été annulés ; CA = Championnats annulés |      |      |      |      |      |      |      |      |      |      |      |      |      |      |      |      |